# Temnora bicolor
Temnora bicolor är en fjärilsart som beskrevs av Gehlen. 1951. Temnora bicolor ingår i släktet Temnora och familjen svärmare. Inga underarter finns listade i Catalogue of Life.